# کوفته نخودی
کوفته نخودی یکی از غذاهای سنتی شهر تویسرکان در استان همدان است. مواد این کوفته را گوشت مغز ران، نخود، تخم‌مرغ، پیاز داغ، رب گوجه‌فرنگی، سرکه و شیره انگور تشکیل می‌دهد.